# Charles Stalnaker
Charles Fredrick Stalnaker (* 10. November 1933 in Elkins, West Virginia; † 2. August 2012 in Flora, Illinois) war ein US-amerikanischer Schauspieler.
Stalnaker studierte an der Oglethorpe University, wo er mit einem Diplom der Schönen Künste (Fine Art) abschloss. Ende der 1960er und in den 1970er Jahren war er in einigen US-amerikanischen Filmproduktionen, die in Spanien entstanden, als Schauspieler zu sehen. Daneben arbeitete er als Autor und betrieb ein Synchronstudio.

## Filmografie (Auswahl)
- 1967: Ein Tag zum Kämpfen (Custer of the West)
- 1967: Las que tienen que servir
- 1968: Fahr zur Hölle, Gringo (The Land Raiders)
- 1968: Shalako
- 1970: El Condor
- 1970: Kanonen für Cordoba (Cannon for Cordoba)
- 1971: Captain Apache